# Supercoppa italiana 2000 (pallavolo maschile)
La Supercoppa italiana 2000 si è svolta il 14 ottobre 2000: al torneo hanno partecipato due squadre di club italiane e la vittoria finale è andata per la seconda volta al Treviso.

## Regolamento
Le squadre hanno disputato una gara unica.

## Squadre partecipanti
| Squadra | Qualificazione                  | Ultima partecipazione    |
| ------- | ------------------------------- | ------------------------ |
| Roma    | Vincitrice Serie A1 1999-00     | Debutto                  |
| Treviso | Vincitrice Coppa Italia 1999-00 | Supercoppa italiana 1999 |

## Torneo
| 14 ottobre 2000 Palasport di Rieti, Rieti Durata: 1h:02 - Spettatori: 2 600 | Roma | 0 - 3 | Treviso | 22-25, 20-25, 20-25 |